# Niet-coördinerend anion
Niet-coördinerende anionen (NCA's) zijn negatief geladen ionen die, behalve elektrostatische, slechts weinig tot geen interactie hebben met het kation waaraan ze in het zout gekoppeld zijn. Omdat enige vorm van interactie vaak toch wel optreedt is de term zwak coördinerend anion correcter. NCA's worden vooral toegepast in de studies naar het gedrag van elektrofiele kationen. Ze worden veel toegepast als tegen-ion in complexen waain niet aan de 18-elektronenregel wordt voldaan, ofwel complexen waarin niet alle coördinatieplekken bezet zijn.
NCA's zijn een belangrijke component van homogene katalysatoren zoals de Ziegler-Natta-katalysatoren, die gebruikt worden bij de polymerisatie van alkenen. Hier wordt gebruik gemaakt van een zirkoon-complex met veertien elektronen in de valentieschil: {\displaystyle {\ce {[(C5H5)2ZrR]^{+}}}}. R is hierbij een methylgroep of de groeiende polymeerketen. Als tegenion wordt gebruik gemaakt van een NVA.
Naast het hierboven genoemde voorbeeld reactie worden NCA-houdende katalysatoren ook gebruikt bij het hydrogeneren, hydrosilyleren en oligomeriseren van alkenen. Het beschikbaar komen van NCA's heeft geholpen bij het begrijpen van de werking van deze katalysatoren en de agostische interactie van een koolstof-waterstof-binding met een lege d-orbitaal op het overgangsmetaal.
NCA's vormen ook een belangrijk bestanddeel van veel superzuren, vaak een combinatie van een lewiszuur en een Brønstedzuur, al zijn er ook andere mogelijkheden, zoals reactie met een organisch halogenide (zie: de vorming van een pyramidaal carbokation).

## Voor-"BARF"-periode
Tot het begin van de jaren 90 van de 20e eeuw werden tetrafluorboraat {\displaystyle {\ce {(BF4^{-})}}}, hexafluorfosfaat {\displaystyle {\ce {(PF6^{-})}}} en perchloraat {\displaystyle {\ce {(ClO4^{-})}}} beschouwd als zwak coördinerende anionen. Vandaag de dag is bekend dat deze ionen sterk binden aan zeer elektrofiele metaal-ionen. Zo is zirkoon(IV) in staat fluoride te onttrekken aan 
{\displaystyle {\ce {BF4^{-}}}}, hexafluorfosfaat {\displaystyle {\ce {PF6^{-}}}} Ook het triflaat-ion wordt nu gezien als een, wel is waar zwak, coördinerende groep.

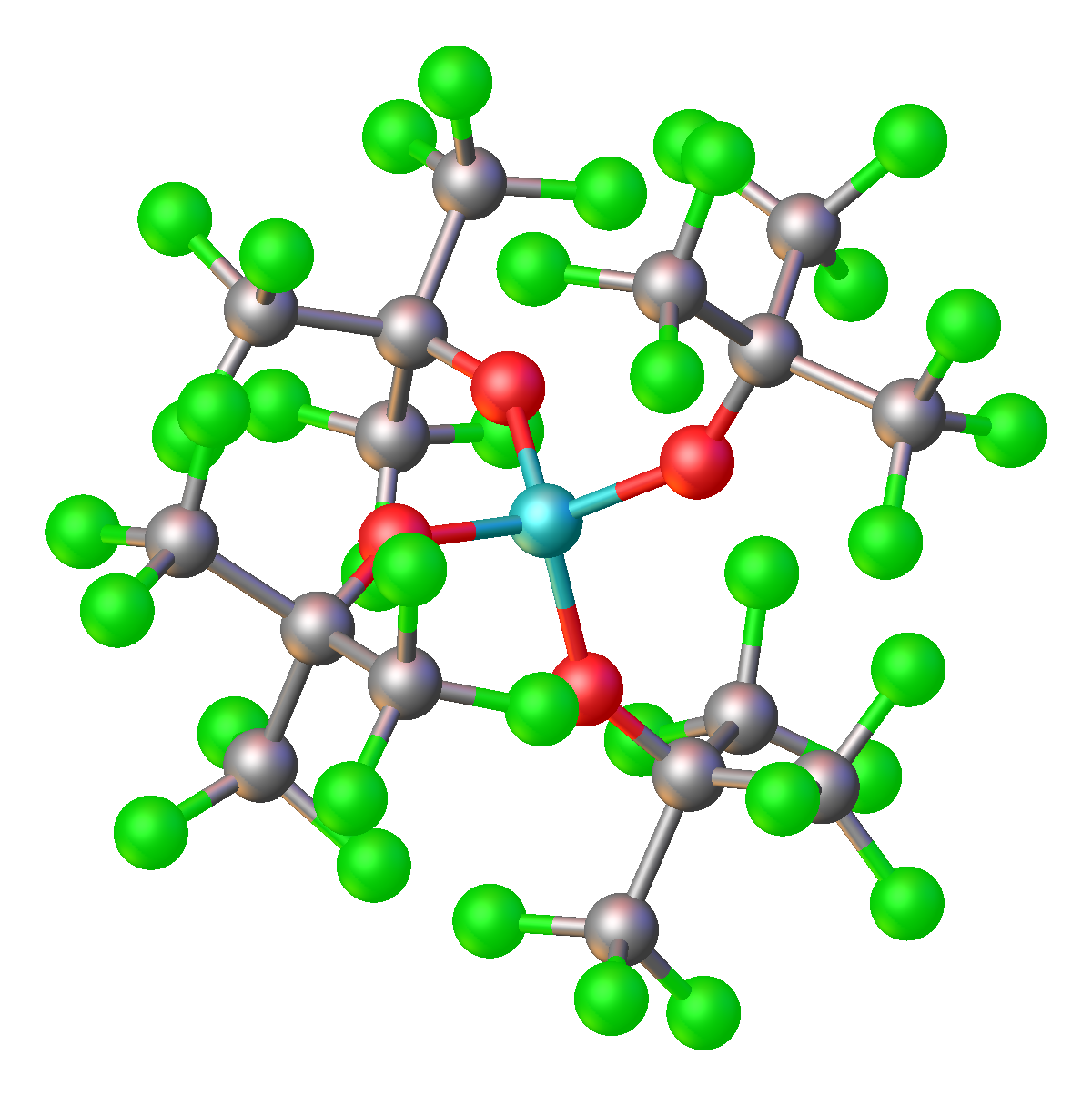
Structuur van het zwak coördinerende ion [Al(OC(CF3)3)4]^{-}, waarin de hoge mate van symmetrie duidelijk te zien is. Groen: F; Rood: O; Grijs/zwart: C; Blauw: Al

## "BARF"-periode
Een grote vooruitgang in dit studiegebied werd in het begin van de jaren 90 geboekt met de introductie van tetrakis(3,5-di(trifluormethyl)fenyl)boraat {\displaystyle {\ce {([(CF3)2C6H3]4B^{-})}}}, vaak afgekort tot {\displaystyle {\ce {B(ArF)^{4-}}}}, wat in het spraakgebruik "BARF" wordt (in de serie structuren hieronder de meest rechtse structuur). Dit anion coördineerd veel zwakker dan tetrafluorboraat, hexafluorfosfaat of perchloraat. Het bestuderen van nog sterker elektrofiele kationen werd hierdoor mogelijk. Verwante, ook tetradrisch gecoördineerde, anionen zijn tetrakis(pentafluorfenyl)boraat {\displaystyle {\ce {( \ (C6F5)4B^{-}\ )}}} en tetrakis(perfluor-t-butoxy)aluminaat (in de figuur hieronder resp. 2e en 3e van rechts, de laatste ook in de fuguur hiernaast).
In de omvangrijke boraten en naluminaten is de negatieve lading symmetrisch verdeeld over een groot aantal elektronegatieve atomen. De uitgangsstoffen voor deze ionen zijn sterke Lewiszuren op basis van met elektronegatieve groepen gesubstitueerde boor-verbindingen: {\displaystyle {\ce {(C6F5)3B}}}.
Naast de zwakkere binding aan kationen hebben deze ionen nog een voordeel ten opzichte van de eerder gebruikte ionen (de linker drie in de figuur hierboven): de zouten zijn beter oplosbaar in oplosmiddelen als dichloormethaan en tolueen, sommige lossen zelfs op in alkanen. Het gebruik van polaire oplosmiddelen als acetonitril, THF of water, heeft weinig zin: zij binden aan de kationen waardoor het gebruikt van een NCA weinig zinvol is.
Zouten van het anion {\displaystyle {\ce {B[3,5-(CF3)2C6H3)4^{-}}}} zijn voor het eerst beschreven door Kobayashi etal, waardoor het ion in de chemische literatuur ook wel als "Kobayashi's anion" wordt benoemd. De door Kobayashi beschreven synthese is inmiddels door veiligere methoden vervangen.

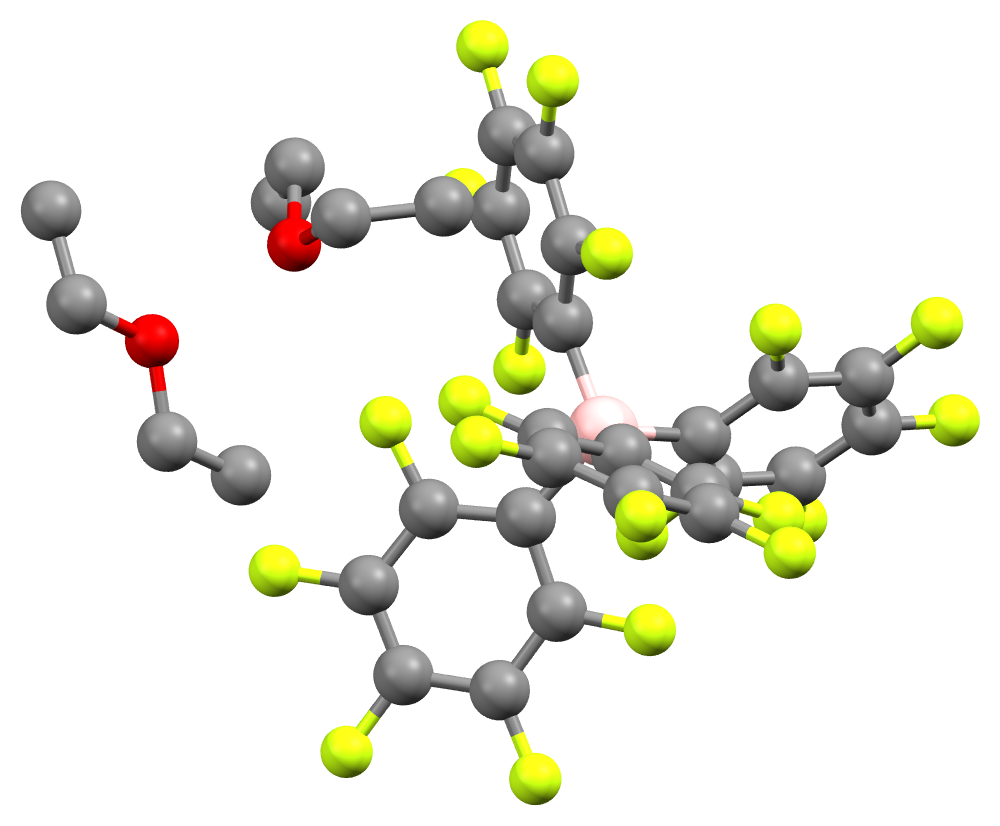
De kristalstructuur van [H(Et2O)2][B(C6F5)4], dat nauw verwant is aan Brookhart's zuur.
Geelgroen: F; Grijs/zwart: C; Rood: O; Roze: B.
Waterstof wordt niet weergegeven, het zure waterstof-atoom bevindt zich tussen de twee zuurstof-atomen.

De neutrale moleculen die als uitgangsstof fungeren voor de NCA's zijn zonder uitzondering sterke Lewiszuren zoals {\displaystyle {\ce {BF3{,}\ PF5}}} en gesubsytitueerde derivaten. Tris(pentafluor)boraan is zelfs in staat om alkylgroepen aan metaalcomplexen te onttrekken.
{\displaystyle {\ce {(C5H5)2Zr(CH3)2\ +\ B(C6F5)3\ ->\ [(C5H5)2ZrCH3]^{+}[CH3B(C6F5)3]^{-}}}}

## Andere soorten niet-coördinerend anion
Naast de hiervoor besproken groep niet coördinerende anionen gebaseerd op elementen uit de boorgroep die het centrale atoom van het ion vormen, is er ook een groep die gebasserd is op het carboraan-anion {\displaystyle {\ce {CB11H12^{-}}}}. Met behulp van dit anion was het mogelijk een drievoudig gecoördineerd silicium-atoom in een zout te maken: {\displaystyle {\ce {[((2,4,6CH3)3C6H2)3Si][HCB11(CH3)5Br6]}}}